# Куртугуз (посёлок)
Куртугу́з — упразднённый в июне 2022 года посёлок в городском округе Богданович Свердловской области России. 

## Географическое положение
Посёлок Куртугуз муниципального образования «Городской округ Богданович» Свердловской области находится в 11 километрах на запад (в 12 километрах на автомобиле) от города Богдановича, в 62 километрах на восток от Екатеринбурга. Ближайшие населённые пункты: деревня Билейка (в 1,3 км на западе), село Кунарское (в 2,2 км на севере), село Тыгиш (в 2,65 км на востоке). В окрестностях посёлка, в 5 километрах на северо-северо-восток находится озеро Куртугуз. В посёлке расположена железнодорожная станция Кортогуз Свердловской железной дороги.

## История
В июне 2022 года внесёен законопроект об упразднении посёлка. 30 июня 2022 года областным законом № 78-ОЗ посёлок был упразднён.

## Население
| 2002 | 2010 |
| ---- | ---- |
| 4    | ↘0   |

Структура
По данным переписи 2002 года национальный состав был следующий: русские — 100 %.

## Транспорт
В 400 метрах на север от посёлка идёт автомобильная трасса Р351 маршрута E 22.

## Этимология названия
Название посёлка, предположительно, произошло от озера Куртугуз.